# مستشفى شفاء الأطفال بسوهاج
مستشفى شفاء الأطفال هي مستشفي في سوهاج الجديدة، سوهاج، مصر.
تم نقل أصول مستشفى شفاء الأطفال بمدينة سوهاج الجديدة وما يتبعها من أرض إلى مستشفيات جامعة سوهاج، للعمل كمستشفى تخصصي ضمن المراكز الطبية، لتقديم الخدمة العلاجية لأطفال إقليم جنوب الصعيد.

## الوصف
مستشفى شفاء الأطفال مقام على مساحة 6.6 فدان بمركز خدمات مدينة سوهاج الجديدة، وتتكون من 7 طوابق بسعة 263 سريرا، ويشمل المبنى " بدروم، دور أرضي، 6 أدوار متكررة، بجانب المسطحات الخضراء، وملحقات المبنى اللازمة للتشغيل، كما يحتوي المستشفى على " وحدة غسيل كلوي، وحدة مناظير، غرف عمليات وعلاج كيماوي، عناية مركزة، عيادات خارجية".
المستشفى يقدم الخدمات الطبية والعلاجية لأطفال جنوب الصعيد في كافة التخصصات، وهي كلي الأطفال، وقلب الأطفال، والغدد الصماء لدي الأطفال، وجراحة عظام الأطفال، وجراحة عيون الأطفال، والجراحات الميكروسكوبية ومناظير الأطفال، وزراعة القوقعة، وغير ذلك من التخصصات الطبية.